# Košarkaški klub Split 1990-1991
Questa voce raccoglie le informazioni riguardanti il Košarkaški klub Split nelle competizioni ufficiali della stagione 1990-1991.

## Stagione
La stagione 1990-1991 del Košarkaški klub Split è la 27ª nel massimo campionato jugoslavo di pallacanestro, la YUBA liga.

## Roster
Aggiornato al 11 dicembre 2020.
| POP 84 Spalato 1990-91 | POP 84 Spalato 1990-91 |
| Giocatori              | Staff tecnico          |
| ---------------------- | ---------------------- |

| N. | Naz.                   | Ruolo | Nome              | Anno | Alt.   | Peso   |  |
| -- | ---------------------- | ----- | ----------------- | ---- | ------ | ------ |  |
| 4  | Jugoslavia (bandiera)  | P     | Zoran Sretenović  | 1964 | 191 cm | 84 kg  |  |
| 5  | Jugoslavia (bandiera)  | G     | Velimir Perasović | 1965 | 195 cm | 82 kg  |  |
| 6  | Jugoslavia (bandiera)  | P     | Luka Pavićević    | 1968 | 185 cm |        |  |
| 7  | Jugoslavia (bandiera)  | A     | Toni Kukoč (C)    | 1968 | 207 cm | 90 kg  |  |
| 8  | Jugoslavia (bandiera)  | A     | Edi Vulić         | 1970 | 205 cm |        |  |
| 9  | Jugoslavia (bandiera)  | AG    | Teo Čizmić        | 1971 | 205 cm |        |  |
| 10 | Jugoslavia (bandiera)  | P     | Petar Naumoski    | 1968 | 195 cm | 91 kg  |  |
| 11 | Jugoslavia (bandiera)  | C     | Žan Tabak         | 1970 | 213 cm | 111 kg |  |
| 12 | Jugoslavia (bandiera)  | AG    | Velibor Radović   | 1972 | 202 cm |        |  |
| 13 | Jugoslavia (bandiera)  | C     | Zoran Savić       | 1966 | 206 cm | 116 kg |  |
| 14 | Jugoslavia (bandiera)  | A     | Paško Tomić       | 1969 | 200 cm |        |  |
| 14 | Stati Uniti (bandiera) | AG    | Avie Lester       | 1967 | 206 cm |        |  |
| 15 | Jugoslavia (bandiera)  | AG    | Aramis Naglić     | 1965 | 203 cm | 106 kg |  |

| Allenatore                                                     |
| - Željko Pavličević                                            |
| Assistente/i                                                   |
| - Nessuno Legenda - (C) Capitano - (IN) Inattivo - Infortunato |

## Mercato

### Sessione estiva
| Acquisti | Acquisti    | Acquisti      | Acquisti   | Acquisti |
| R.       | Nome        | da            | Modalità   |          |
| -------- | ----------- | ------------- | ---------- | -------- |
| A        | Avie Lester | NCSU Wolfpack | definitivo |          |

| Cessioni | Cessioni       | Cessioni       | Cessioni       | Cessioni |
| R.       | Nome           | a              | Modalità       |          |
| -------- | -------------- | -------------- | -------------- | -------- |
| G        | Duško Ivanović | Girona         | fine contratto |          |
| C        | Josip Lovrić   | Budućnost      | fine contratto |          |
| C        | Goran Sobin    | Aris Salonicco | fine contratto |          |
| AC       | Dino Rađa      | Virtus Roma    | fine contratto |          |